# Ingrid Thulin
Ingrid Lilian Thulin (* 27. Januar 1926 in Sollefteå; † 7. Januar 2004 in Stockholm) war eine schwedische Schauspielerin.

## Leben
Mit 17 Jahren zog Ingrid Thulin nach Stockholm, wo sie neben ihrer Tätigkeit als Büroangestellte Schauspiel- und Tanzunterricht nahm. 1950 beendete sie ihre Ausbildung an der Schauspielschule des Königlichen Dramatischen Theaters, wo sie anschließend engagiert wurde. Regisseur Ingmar Bergman machte sie mit den Filmen Wilde Erdbeeren und Das Schweigen über die Grenzen Schwedens hinaus bekannt. 1964 erhielt sie für ihre Leistung in Das Schweigen unter anderem den erstmals verliehenen Guldbagge als Beste Hauptdarstellerin. Gemeinsam mit Bibi Andersson und Liv Ullmann zählte sie zu den wichtigsten Schauspielerinnen in Bergmans Filmen. Insgesamt drehte sie neun Filme mit dem Regisseur.
Es folgten internationale Kinoproduktionen unter der Regie von Alain Resnais und Luchino Visconti. 1970 siedelte sie nach Italien über, spielte aber weiterhin am Theater, im Film und im Fernsehen. Bei Eins und Eins (1977) und Brusten himmel ("Geborstener Himmel", 1982) führte sie selbst Regie. Als sie an Krebs erkrankte, kehrte sie in ihre Heimat Schweden zurück. Sie starb 2004 in Stockholm.
Ingrid Thulin war von 1952 bis 1955 mit dem Theaterregisseur Claes Sylwander und von 1956 bis 1989 mit Harry Schein, dem Mitbegründer des Schwedischen Filminstituts, verheiratet.

## Filmografie (Auswahl)
Darstellerin
- 1948: Känn dej som Hemma – Regie: Egil Holmsen
- 1949: Sohn des Meeres (Havets son) – Regie: Rolf Husberg
- 1953: Freibeuter, Rebellen und Musketiere (Goingehövdingen) – Regie: Åke Ohberg
- 1956: Die fünfte Kolonne (Foreign intrigue)
- 1956: Stockholm zwei Uhr nachts (Det hender i natt) – Regie: Arne Ragneborn
- 1957: Wilde Erdbeeren (Smultronstället)
- 1958: Nahe dem Leben (Nära livet)
- 1958: Das Gesicht (Ansiktet)
- 1960: Der Richter (Domaren) – Regie: Alf Sjöberg
- 1962: Die vier apokalyptischen Reiter (Four Horsemen of the Apocalypse)
- 1962: Agostino – Regie: Mauro Bolognini
- 1963: Licht im Winter (Nattvardsgästerna)
- 1963: Das Schweigen (Tystnaden)
- 1964: Die Lady
- 1965: Eine Tür fällt zu (Return from the Ashes)
- 1966: Der Krieg ist vorbei (La Guerre est finie) – Regie: Alain Resnais
- 1966: Verschwiegene Spiele (Nattlek) – Regie: Mai Zetterling
- 1968: Die Stunde des Wolfs (Vargtimmen)
- 1968: Adelaide (Fino a darti male) – Regie: Jean-Daniel Simon
- 1968: Der Ritus (TV) (Riten)
- 1969: Die Verdammten (La caduta degli dei)
- 1971: Malastrana (La corta notte delle bambole di vetro) – Regie: Aldo Lado
- 1972: Schreie und Flüstern (Viskningnar och rop)
- 1972: La Sainte Famille ou La Chasse au Diable – Regie: Pierre Koralnik
- 1974: Eine Handvoll Liebe (En handfull kärlek) – Regie: Vilgot Sjöman
- 1974: Moses (Mosè) (Fernseh-Miniserie)
- 1975: Der Ehekäfig (La Cage)
- 1975: Salon Kitty
- 1976: Treffpunkt Todesbrücke (Cassandra Crossing)
- 1976: Agnes geht in den Tod (L’Agnese va a morire) – Regie: Giuliano Montaldo
- 1977: Eins und eins (En och en)
- 1983: Nach der Probe (TV) (Efter repetitionen)
- 1987: Control (Il giorno prima) – Regie: Giuliano Montaldo
- 1990: Haus der Freuden (La casa del sorriso) – Regie: Marco Ferreri
- 1993: Die Frauen in Ingmar Bergmans Filmen (TV) – Regie: Katja Raganelli

Regie
- 1977: Eins und eins (En och en) (Ko-Regie)
- 1982: Brusten himmel